# Chimarra alticola
Chimarra alticola är en nattsländeart som beskrevs av Banks 1937. Chimarra alticola ingår i släktet Chimarra och familjen stengömmenattsländor. Inga underarter finns listade i Catalogue of Life.